# Convenzione di Lisbona
La Convenzione di Lisbona, ufficialmente Convenzione sul Riconoscimento della Qualificazione riguardante l'Istruzione Superiore nella Regione Europea, è una convenzione internazionale del Consiglio d'Europa elaborata insieme all'UNESCO. Si tratta del principale accordo giuridico sulla valutazione delle credenziali in Europa.
Firmata nel 1997, entrò in vigore il 1º febbraio 1999.
Nel 2012 la convenzione risultò ratificata da tutti i 47 stati membri del Consiglio d'Europa a Strasburgo, con l'eccezione della Grecia e del Principato di Monaco. Essa è stata ratificata anche da stati che non sono membri del Consiglio d'Europa, quali Australia, Bielorussia, Canada, Santa Sede, Israele, Kazakhstan, Kyrgyzstan, Tagikistan e Nuova Zelanda. Gli Stati Uniti hanno sottoscritto la convenzione ma non l'hanno ratificata.

## Scopi
La Convenzione stabilisce che i titoli accademici e i periodi di studio devono essere riconosciuti a meno che sostanziali differenze possano essere provate dall'istituzione incaricata del riconoscimento. A studenti e laureati sono garantite eque procedure nell'ambito della convenzione.
Essa prende il nome da Lisbona, Portogallo, dove fu firmata nel 1997, ed entrò in vigore il 1º febbraio 1999 (o più tardi in alcuni paesi, secondo la data di ratifica).

## Enti della Convenzione
La convenzione ha istituito due enti che sorvegliano, promuovono e facilitano l'implementazione della convenzione:
1. il Comitato della convenzione sul Riconoscimento delle Qualificazioni riguardante l'Istruzione Superiore nella Regione Europea, e
2. la Rete Europea dei Centri d'Istruzione sulla Mobilità e il Riconoscimento Accademici (la rete ENIC).

Il comitato è responsabile di promuovere l'applicazione della convenzione e supervisionarne l'implementazione. A questo fine, esso può adottare, a maggioranza delle Parti Firmatarie, raccomandazioni, dichiarazioni, protocolli e modelli di buona pratica per guidare le competenti autorità delle Parti. Prima di prendere le sue decisioni, il Comitato sente l'opinione della Rete ENIC. Per quanto riguarda quest'ultima, essa conferma e assiste all'implementazione pratica della convenzione da parte delle autorità nazionali.

## Processo di Bologna
La Convenzione di Lisbona sul Riconoscimento è un importante strumento per il Processo di Bologna, che ha lo scopo di creare lo Spazio europeo dell'istruzione superiore creando gradi accademici standard e assicurare standard di qualità più comparabili e compatibili in tutta Europa.

## Background storico
La possibilità per gli studenti di studiare all'estero è stata riconosciuta come un elemento essenziale dell'integrazione europea fin dalla fondazione del Consiglio d'Europa nel 1949. All'interno del Consiglio d'Europa, numerosi trattati internazionali sono stati elaborati in questo campo: partendo dal diritto alla formazione di cui all'Articolo 2 del primo Protocollo del 1952 alla Convenzione Europea sui Diritti dell'Uomo, la Convenzione Europea sull'Equivalenza dei Diplomi che conduce all'Ammissione alle Università fu aperta alla firma nel 1953, la Convenzione Europea sull'Equivalenza dei Periodi degli Studi Universitari nel 1956, la Convenzione Europea sul Riconoscimento Accademico delle Qualificazioni Universitarie nel 1959, l'Accordo Europeo sulla continuazione del Pagamento della Scolarità agli studenti che studiano all'estero nel 1969 e la Convenzione Europea sull'Equivalenza Generale dei Periodi di Studio Universitari nel 1990.
In aggiunta, in base all'Articolo 2 della Convenzione Culturale del Consiglio Europeo del 1954, ciascuna Parte Contraente deve, per quanto possibile: incoraggiare lo studio dei propri connazionali delle lingue, storia e civilizzazione delle altre Parti Contraenti e garantire possibilità a queste Parti di promuovere tali studi nel proprio territorio; e fare tutti gli sforzi possibili per promuovere lo studio della propria lingua o lingue, storia e civilizzazione nel territorio delle altre Parti Contraenti e garantire le possibilità ai concittadini di quelle Parti di effettuare tali studi nel suo territorio.

## Stati firmatari
| Paese                 | Sottoscrizione | Ratifica       | Entrata in vigore |
| Albania               | 04/11/1999     | 06/03/2002     | 01/05/2002        |
| Andorra               |                |                |                   |
| Armenia               | 26/05/2000     | 07/01/2005     | 01/03/2005        |
| Australia             | 19/09/2000     | 22/11/2002     | 01/01/2003        |
| Austria               | 07/07/1997     | 03/02/1999     | 01/04/1999        |
| Azerbaigian           | 11/04/1997     | 10/03/1998     | 01/02/1999        |
| Bielorussia           | 04/01/2002     | 19/02/2002(a)  | 01/04/2002        |
| Belgio                | 07/03/2005     |                |                   |
| Bosnia ed Herzegovina | 17/07/2003     | 03/03/2004     |                   |
| Bulgaria              | 11/04/1997     | 19/05/2000     | 01/07/2000        |
| Canada                | 04/11/1997     |                |                   |
| Croazia               | 11/04/1997     | 17/10/2002     | 01/12/2002        |
| Cipro                 | 25/03/1998     | 21/11/2001     | 01/01/2002        |
| Cechia                | 11/04/1997     | 15/12/1999     | 01/02/2000        |
| Danimarca             | 11/04/1997     | 20/03/2003     | 01/05/2003        |
| Estonia               | 11/04/1997     | 01/04/1998     | 01/02/1999        |
| Finlandia             | 22/01/1998     | 22/01/2004     | 01/03/2004        |
| Francia               | 11/04/1997     | 04/10/1999     | 01/12/1999        |
| Georgia               | 11/04/1997     | 13/10/1999     | 01/12/1999        |
| Germania              | 11/04/1997     |                |                   |
| Grecia                |                |                |                   |
| Santa Sede (Vaticano) | 11/04/1997     | 28/02/2001     | 01/04/2001        |
| Ungheria              | 11/04/1997     | 04/02/2000     | 01/04/2000        |
| Islanda               | 11/04/1997     | 21/03/2001     | 01/05/2001        |
| Irlanda               | 08/03/2004     | 08/03/2004     | 01/05/2004        |
| Israele               | 24/11/1997     |                |                   |
| Italia                | 11/04/1997     | 11/07/2002     |                   |
| Kazakistan            | 11/04/1997     | 07/10/1998     | 01/02/1999        |
| Kirghizistan          |                | 09/03/2004 (a) | 01/05/2004        |
| Lettonia              | 11/04/1997     | 20/07/1999     | 01/09/1999        |
| Liechtenstein         |                | 01/02/2000 (a) | 01/04/2000        |
| Lituania              | 11/04/1997     | 17/12/1998     | 01/02/1999        |
| Lussemburgo           | 11/04/1997     | 04/10/2000     | 01/02/2000        |
| Malta                 | 11/04/1997     | 16/11/2005     | 01/01/2006        |
| Moldavia              | 06/05/1997     | 23/09/1999     | 01/11/1999        |
| Monaco                |                |                |                   |
| Paesi Bassi           | 14/05/2002     |                |                   |
| Norvegia              | 11/04/1997     | 29/04/1999     | 01/06/1999        |
| Polonia               | 11/04/1997     | 17/03/2004     | 01/05/2004        |
| Portogallo            | 11/04/1997     | 15/10/2001     | 01/12/2001        |
| Romania               | 11/04/1997     | 12/01/1999     | 01/03/1999        |
| Russia                | 07/05/1999     | 25/05/2000     | 01/07/2000        |
| San Marino            |                |                |                   |
| Serbia e Montenegro   | 03/03/2004     |                |                   |
| Slovacchia            | 11/04/1997     | 13/07/1999     | 01/09/1999        |
| Slovenia              | 11/04/1997     | 21/07/1999     | 01/09/1999        |
| Spagna                |                |                |                   |
| Svezia                | 11/04/1997     | 28/09/2001     | 01/11/2001        |
| Svizzera              | 24/03/1998     | 24/03/1998     | 01/02/1999        |
| A.R.M. di Macedonia   | 11/04/1997     | 29/11/2002     | 01/01/2003        |
| Tajikistan            |                | 09/03/2004 (a) | 01/05/2004        |
| Turchia               | 01/12/2004     |                |                   |
| Ucraina               | 11/04/1997     | 14/04/2000     | 01/06/2000        |
| Regno Unito           | 07/11/1997     | 23/05/2003     | 01/07/2003        |
| Stati Uniti d'America | 11/04/1997     |                |                   |